# Asa (nome)
Asa (in ebraico: אָסָא) è un nome proprio di persona ebraico maschile.

## Origine e diffusione
Significa "dottore" in ebraico. È portato da un re di Giuda nell'Antico Testamento, Asa. Non va confuso con il nome svedese femminile Åsa, a cui non è correlato.

## Onomastico
L'onomastico si può festeggiare il 1º maggio in memoria di sant'Asaph di Llanelwy, chiamato anche Asa, eremita e vescovo (anche se è bene notare che i nomi Asa e Asaph non sono correlati tra di loro).

## Persone
- Asa Briggs, storico britannico
- Asa Butterfield, attore britannico
- Asa Fitch, entomologo statunitense
- Asa Gray, botanico statunitense

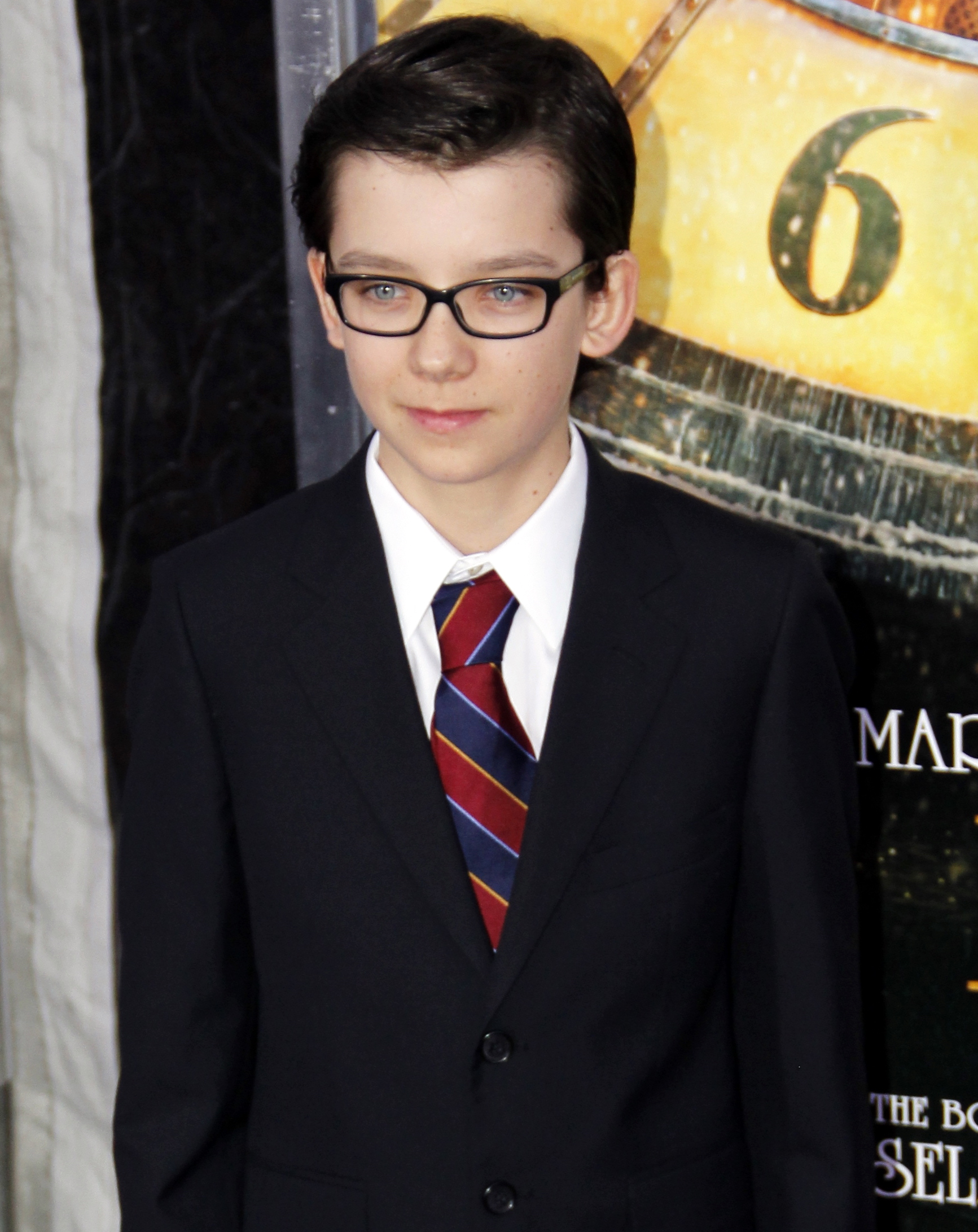
Asa Butterfield

- Asa Griggs Candler, imprenditore statunitense
- Asa Hartford, calciatore scozzese
- Asa Jackson, giocatore di football americano statunitense